# Amfiteatre de Mèrida
L'Amfiteatre de Mèrida va ser construït en la colònia romana d'Emèrita Augusta, que va ser fundada en el 25 aC per Octavi August com a lloc de residència per als soldats emèrits llicenciats de l'exèrcit romà, de dues legions veteranes de les Guerres càntabres: Legio V Alaudae i Legio X Gemina. La ciutat va ser la capital de la província romana de Lusitània. El terme emeritus significava en llatí 'retirat' i es referia als soldats jubilats amb honor.
L'amfiteatre forma part del conjunt arqueològic de Mèrida, un dels principals i més extensos conjunts arqueològics d'Espanya, que va ser declarat Patrimoni de la Humanitat en 1993 per la UNESCO.

## Història
La construcció de l'amfiteatre es va planificar juntament amb la del teatre i es va aixecar molt poc després. Segons es dedueix de les inscripcions trobades en el seu interior, va ser inaugurat l'any 8 aC. Amb aquesta obra es completava el projecte de dotar a la colònia Augusta Emèrita, ja llavors capital de la província de Lusitània, d'una gran àrea pública per a espectacles, d'acord amb la seva categoria política i administrativa. Aquest edifici estava destinat a les lluites entre gladiadors, entre feres o entre homes i feres, les denominades venatio, que al costat de les carreres en el circ van ser les preferides pel poble romà.
Després del seu abandó, lligat a l'oficialització del cristianisme al segle iv part de la seva estructura es va anar ocultant sota terra i la que va quedar descoberta, sobretot la summa cavea, va servir com a pedrera d'extracció de materials per a altres obres. Des del segle xvi alguns autors anomenaren l'edifici naumaquia amb la creença errònia que era el lloc de celebració de simulacres de batalles navals, pel que es basaven en la profunditat del seu fossat central i la proximitat d'alguns trams d'aqüeducte. Les excavacions a partir de 1919 van esmenar l'error i li van retornar la seva veritable identitat.

## Característiques arquitectòniques

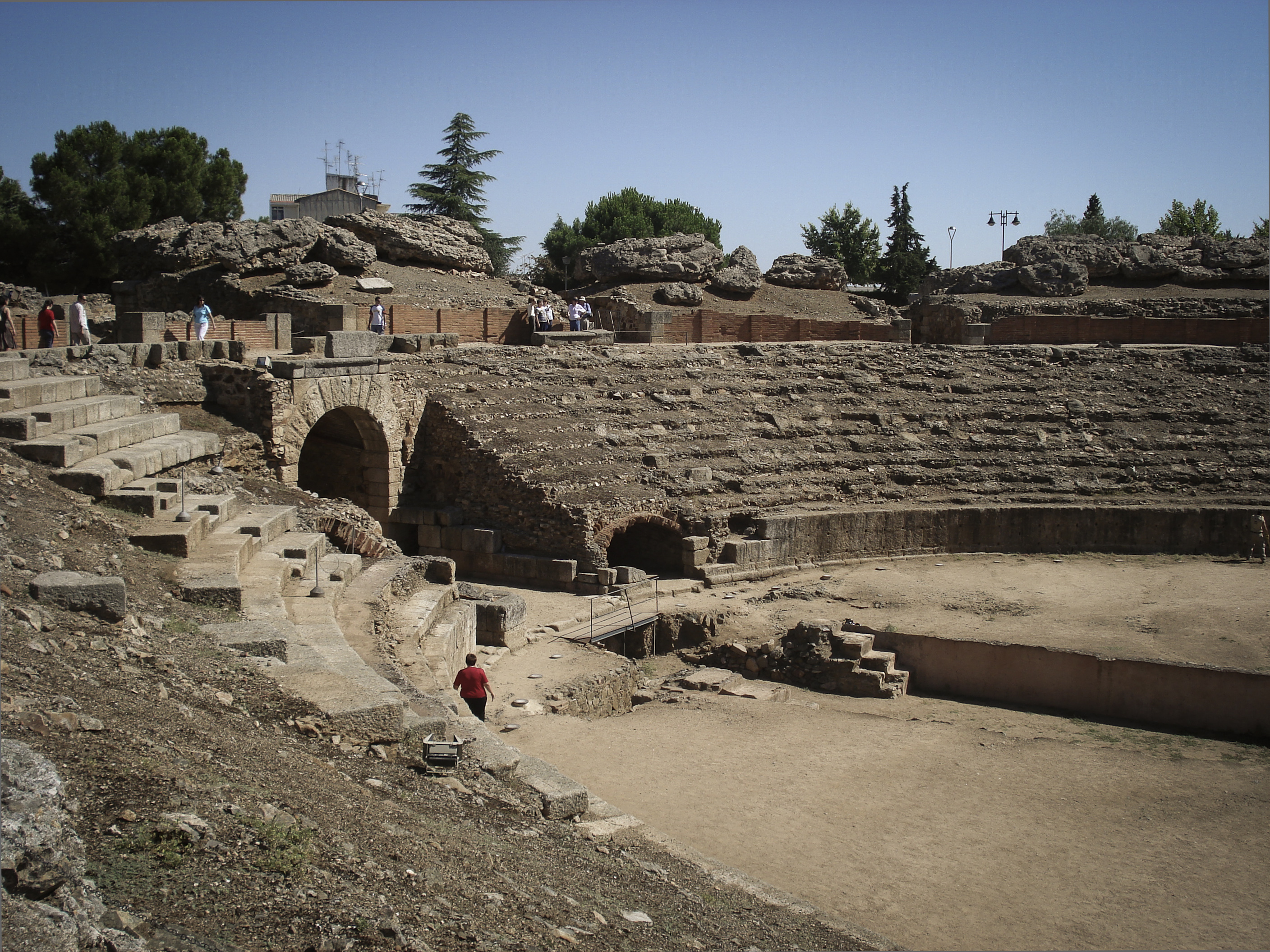
Restes de las grades de l'amfiteatre

L'amfiteatre té forma el·líptica, amb un eix principal de 126 m i un de menor de 102 m, mentre que l'arena mesura 64 m per 41 m. Les graderies o càvees del seu costat est es van construir sobre el turó de San Albín, igual que les del teatre adjacent. Setze portes s'obren a l'exterior en la façana, la principal de les quals és la que es troba en l'extrem de l'eix occidental. Dos de les portes situades al nord-est estan tancades per la muralla i no hi ha opinió unànime del perquè d'això.
Com en gairebé tots els edificis romans d'aquest tipus, les seves graderies es divideixen en tres sectors: ima, media i summa cavea —inferior, mitjana i superior. De la superior no queden amb prou feines restes i en la ima cavea es poden observar les restauracions que va efectuar José Menéndez Pidal a mitjans del segle xx.
Sobre les primeres graderies es van construir dues tribunes, una en cada extrem de l'eix menor de l'amfiteatre. A la de l'oest, reservada per a les autoritats, s'accedeix per dues petites escales que parteixen de la galeria que ve de la porta principal. La de l'est, que compta amb dues escales que la comuniquen directament amb l'arena, era ocupada per la persona que finançava l'espectacle. En els fronts d'ambdues van estar col·locades les inscripcions que han permès conèixer la data d'inauguració de l'edifici i que avui es troben en el proper Museu Nacional d'Art Romà (MNAR). Algunes restes oposades fan suposar l'existència d'altres dues llotges d'honor sobre les portes d'accés a l'arena que s'obren en els extrems de l'eix major.

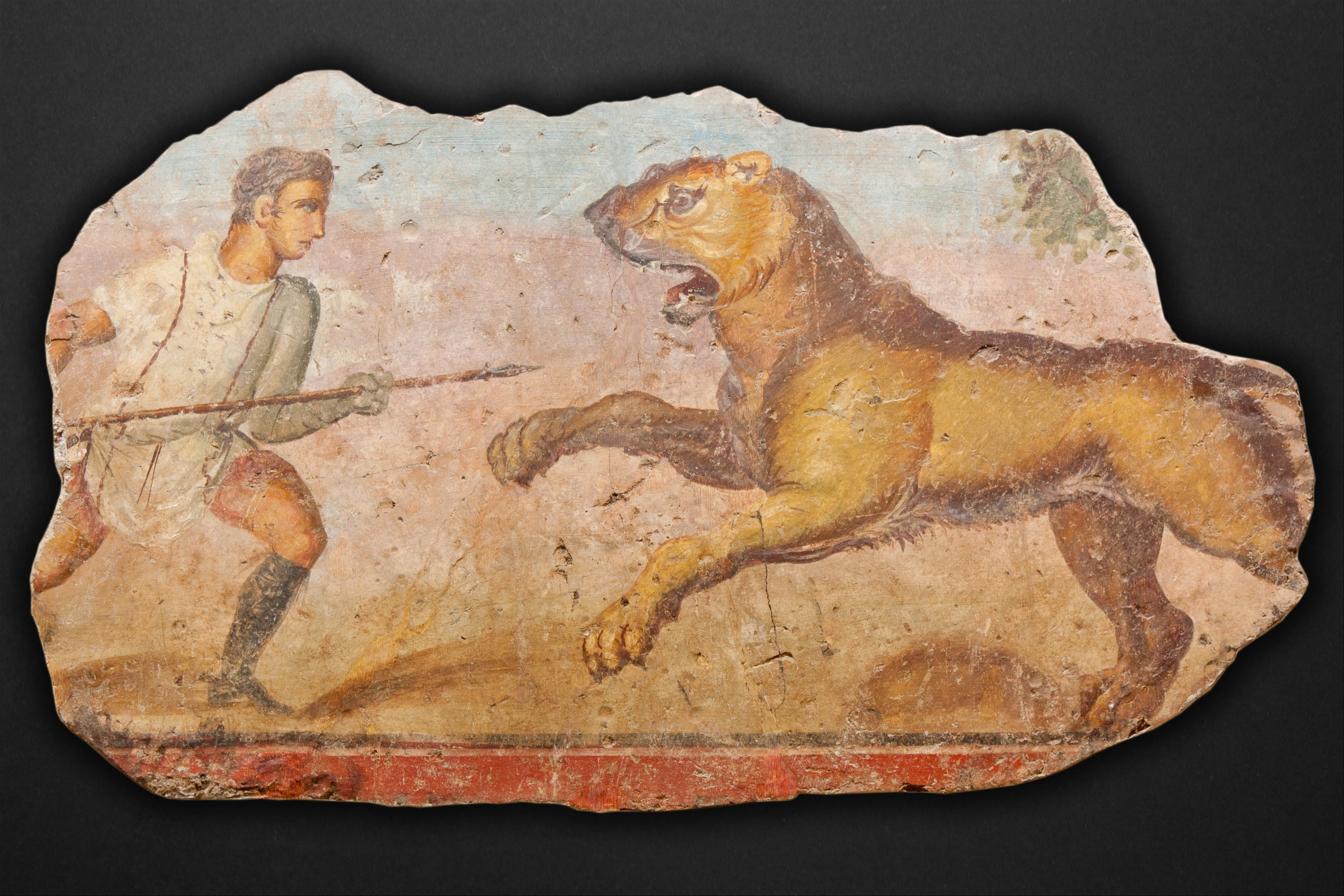
Pintura que descriu una venatio, trobada en l'amfiteatre i avui exposada en el proper Museu Nacional d'Art Romà

L'arena, de forma el·líptica, era on es desenvolupaven els espectacles. Està separada de la càvea per un alt podi per a protegir el públic. En l'antiguitat aquest muret va estar recobert de marbre, rematat per una cornisa i decorat amb les pintures murals que avui es custodien en el MNAR i que representen els espectacles que es desenvolupaven en l'amfiteatre. En el centre de l'arena es va cavar una gran fossa en forma de creu sobre la qual s'han abocat nombroses opinions. Gairebé sens dubte va estar recoberta per un entarimat que la feia invisible i el seu interior va servir per emmagatzemar les gàbies de les feres i material escènic.
Dues llargues galeries en els extrems de l'eix major permetien, a més de l'accés a les graderies, l'entrada dels gladiadors a l'arena. A banda i banda de cadascuna d'elles, al costat de l'arena, s'obren habitacions reservades pels gladiadors o per a les feres. Segons es dedueix d'una inscripció oposada en la galeria sud, és probable que algunes d'aquestes estades estiguessin dedicades al culte de la deessa Nèmesi, a la qual s'encomanaven els participants en els jocs.

## A la cerca de la porta triomfal de l'Amfiteatre de Mèrida

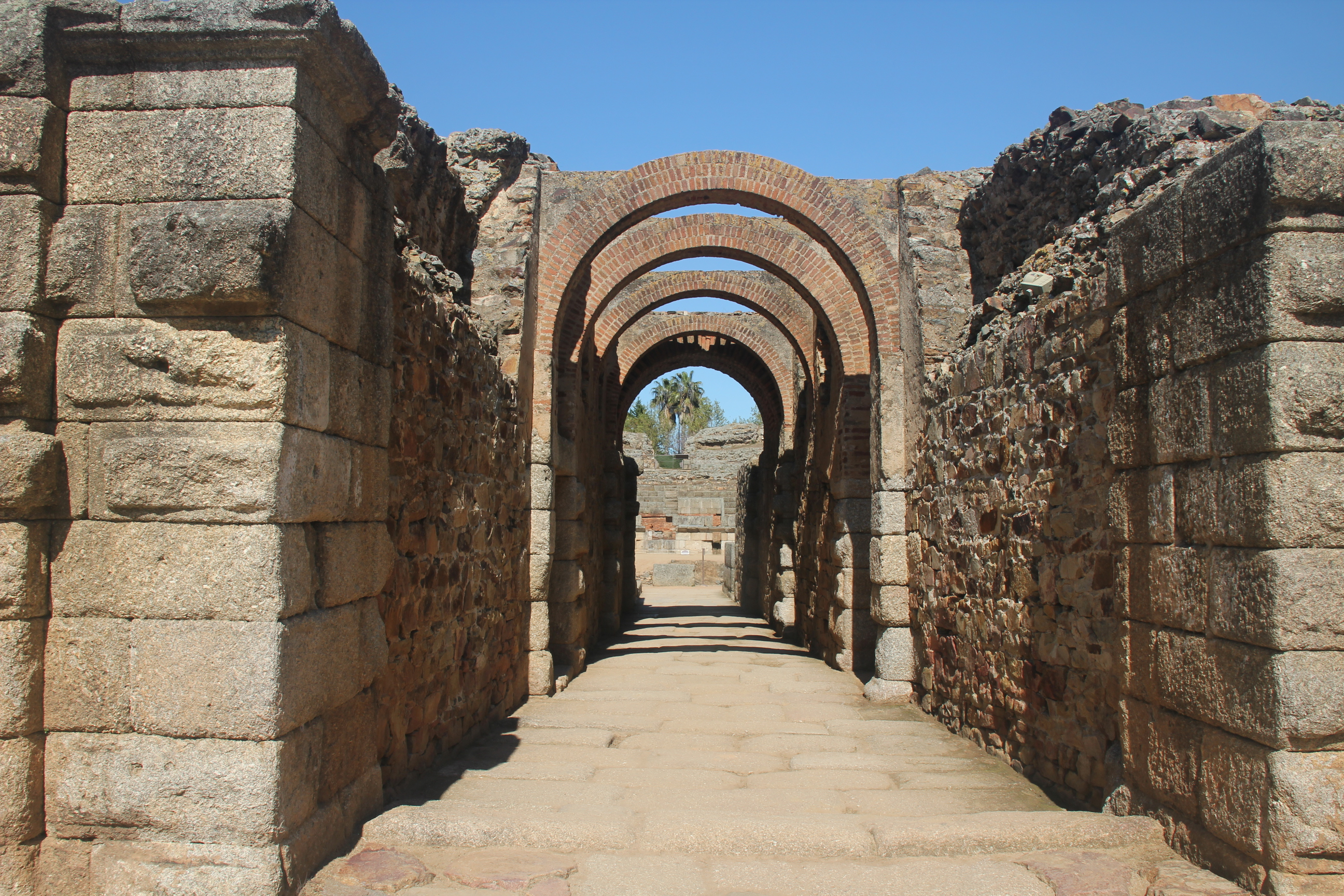
Túnel que comunica l'amfiteatre i el teatre romans de Mèrida

La segona de les quatre campanyes d'excavacions tracta de desvelar els misteris d'aquest accés. Mentre l'interrogant segueix en l'aire i s'ignora si aquesta porta va ser un arc de grans dimensions o un espai marcat amb pilars, els arqueòlegs i investigadors tracten de resoldre-ho i busquen agosaradament les seves restes, en una segona fase d'excavacions en la que participa l'especialista Antonio Pizzo:
| « | «Queremos saber cómo era antes, como funcionaba el teatro. No hay ningún hipótesis, hay que ver los restos» | » |

El projecte, finançat per la Junta d'Extremadura, tindrà una durada de quatre campanyes, temps, en teoria, suficient per desvelar els misteris que amaga aquesta porta, que en la seva època d'esplendor permetia l'accés al recinte des de l'antiga ciutat. En aquest sentit, els objectius passen per avançar en el coneixement de la relació entre aquest monument, la muralla d'Augusta Emèrita i la zona extramurs limítrofa.